# Phyllonorycter jozanae
Phyllonorycter jozanae är en fjärilsart som först beskrevs av Tosio Kumata 1967.  Phyllonorycter jozanae ingår i släktet guldmalar, och familjen styltmalar. Inga underarter finns listade i Catalogue of Life.